# Аммар Джемаль
Аммар Джемаль (араб. عمار الجمل, *нар. 20 квітня 1987, Сус) — туніський футболіст, захисник клубу «Клуб Африкен» та національної збірної Тунісу.

## Клубна кар'єра
У дорослому футболі дебютував 2009 року виступами за команду клубу «Етюаль дю Сахель», в якій провів один сезон, взявши участь у 21 матчі чемпіонату. 
Своєю грою за цю команду привернув увагу представників тренерського штабу швейцарського «Янг Бойз», до складу якого приєднався 2010 року. Відіграв за бернську команду наступні один сезон своєї ігрової кар'єри. Більшість часу, проведеного у складі «Янг Бойз», був основним гравцем захисту команди.
У 2011 приєднався на умовах оренди до німецького «Кельна», у складі якого провів наступний рік своєї кар'єри гравця. 
Частину 2012 року захищав, також на умовах оренди, кольори французького «Аяччо».
2013 року повернувся на батьківщину, де приєднався до складу клубу «Клуб Африкен». Наразі встиг відіграти за команду зі столиці Тунісу 2 матчі в національному чемпіонаті.

## Виступи за збірну
У 2007 році дебютував в офіційних матчах у складі національної збірної Тунісу. Наразі провів у формі головної команди країни 26 матчів, забивши 6 голів.
У складі збірної був учасником Кубка африканських націй 2010 року в Анголі, а також Кубка африканських націй 2012 року у Габоні та Екваторіальній Гвінеї.